# Détroya
Détroya est une localité de l'ouest de la Côte d'Ivoire, et appartenant au département de Daloa, dans la Région du Haut-Sassandra. La localité de Détroya est un chef-lieu de commune.